# Crusaders of Might and Magic
Crusaders of Might and Magic là trò chơi điện tử thuộc thể loại nhập vai hành động góc nhìn thứ ba được phát triển và phát hành bởi studio Austin, Texas của The 3DO Company (PlayStation) và studio Redwood Shores (PC). Các phiên bản khác nhau của trò chơi đã được phát hành cho cả Microsoft Windows và hệ máy PlayStation. Nhân vật chính Drake được lồng tiếng bởi diễn viên lồng tiếng kỳ cựu Kevin Conroy.

## Cốt truyện
Game diễn ra trên thế giới Ardon trong vũ trụ hư cấu Might and Magic. Đoạn mở đầu mô tả cảnh một ngôi làng nhỏ ở vùng Fairfield Lowlands đang bị binh đoàn ma quỷ gọi là Legion of the Fallen thiêu rụi, một đạo quân Undead dưới sự chỉ huy của Necros, kẻ xuất chúng trong số các triệu hồi sư (Necromancer) đã bán linh hồn của hắn cho các vị thần hắc ám nhằm đổi lấy năng lực ma thuật vô song. Một cậu bé tên là Drake tình cờ thoát khỏi cuộc thảm sát đã trốn vào khu rừng Duskwood và phiêu bạt khắp nơi trong nhiều năm liền, với mong muốn tiêu diệt bè lũ undead để trả thù cho dân làng của mình. Trong lúc đang cắm trại nghỉ giữa đường thì bất chợt Drake bị toán Ogres tấn công, may sao có vị ẩn sĩ mù Nomandi ra tay cứu giúp và còn nhận anh làm đồ đệ, truyền thụ võ nghệ trong vài năm tới.
Phần có thể chơi đầu tiên của phiên bản PlayStation diễn ra tại Stronghold sau khi Drake bị loài Shambler có thứ hạng thấp hơn cả undead bắt giữ. Drake trốn khỏi Stronghold với sự trợ giúp của Celestia, Phu nhân Archon thành Citadel, và được gia nhập vào hàng ngũ thập tự quân dũng cảm dưới quyền cai trị của bà. Trên đường đi đến Corantha, thành phố của người lùn (Dwarves), Drake thỏa thuận với Hoàng tử Dain Stonefist dẹp trừ lũ phiến quân đang tấn công thành phố từ bên trong, xong rồi thì họ mới biết được anh trai của Dain, Tor chính là tay sai của Legion. Trên đường đi đến Duskwood, Drake tìm lại được cây quyền trượng Coranthan của Nhiếp chính vương từ tay đám Ogres với sự trợ giúp của giống loài sâu bọ Dashers và thủ lĩnh của bọn họ là Tamris.
Khi quay trở về Corantha, Drake phát hiện ra rằng nguyên tố đất (Earth Elemental) đã thức tỉnh trong lúc Dain và Tor đều lặn mất tăm, và đám phiến quân Ironpicks vẫn tiếp tục giao tranh với Stonefists. Drake quyết định đi sâu vào vùng mỏ và đánh bại bóng ma hiện về của vua Aiden, người cha vừa bị giết chết của Dain bỗng nhiên lại sống dậy nhờ vào thuật triệu hồi, quay lại cứu nguy cho Hoàng tử và nhân danh Corantha quyết tâm kháng cự binh đoàn undead tới cùng. Vừa về tới Citadel, Drake lại được giao nhiệm vụ lấy một lá bùa có tên là Star of Erathia từ vùng Glaciers lạnh giá ở phía bắc để hỗ trợ cho nỗ lực chiến tranh. Xong xuôi đâu đấy, anh trở lại Duskwood để đương đầu với binh đoàn ma quỷ Legion trong đường hầm nhiễm đầy ấu trùng bên dưới khu rừng, phá hủy thành công các tuyến đường tiếp tế của Necros. Với chiến thắng trong tay, anh vội vàng quay về Stronghold, yểm trợ cho thập tự quân của Celestia và đội quân người lùn trong cuộc vây hãm cuối cùng nhằm triệt hạ pháo đài của Legion.
Khi đến nơi, Drake gặp Celestia đang trốn khỏi chiến trường, và nhận thấy lãnh đạo thập tự quân, Đại úy Ursan mất tích. Tuy vậy, trong lúc thập tự quân đang lâm trận trên tiền tuyến, Drake tìm cách thâm nhập vào trong tường thành Stronghold, giao chiến với đạo quân của Legion. Cuối cùng anh mới có cơ hội đọ sức tay đôi với Necros ngay tại sào huyệt nằm sâu bên trong Stronghold, nhưng tên triệu hồi sư xảo quyệt đã kịp thoát khỏi chỗ này thông qua cánh cổng kết nối không giác khác, bỏ mặc bọn thuộc hạ đánh nhau với thập tự quân. Drake giành lấy phần thắng và bước qua cánh cổng cố đuổi theo hắn. Nhận thấy mình đang ở trong chiến hạm nổi của Necros, Drake khám phá ra lực lượng của Necros đã cập bến ngay tại tòa thành Citadel trơ trụi bị quân Legion chiếm đóng và tàn sát không chút nương tay. Drake cố gắng thoát khỏi vòng vây quân thù chạy đến ngự điện của Celestia, để rồi chẳng tìm thấy dấu vết nào của Phu nhân Archon. Sau đó anh bước vào một căn phòng ngầm chứa đầy máy móc huyền bí, mang dáng dấp tương lai, thấy một cái thang máy dẫn đến một vị trí bên ngoài thế giới. Tại đây, anh phát hiện ra Necros đang đứng trước một cánh cổng xuyên không khổng lồ - Cổng Kreegan.
Necros tuyên bố rằng Celestia khao khát quyền năng của Kreegan chả kém gì hắn, chế nhạo Drake bước vào trận đấu. Thay vì tấn công gã triệu hồi sư bất khả chiến bại, Drake chỉ tìm cách phá hủy cánh cổng, gây ra một vết nứt trong không gian. Drake nhắm vào hàng trụ cột bên ngoài bằng tuyệt kỹ Exploding Gems phóng ra những tia chớp điện xuyên qua Cổng Kreegan. Necros bị hút vào cửa không gian của Cổng Kreegan, trước lúc biến mất, hắn đã thề là sẽ tìm Drake mà trả thù. Drake say men chiến thắng liền trở về Citadel, thấy được cảnh thập tự quân đánh thắng binh đoàn Legion. Cùng với Celestia vẫn còn đang lẫn trốn khỏi tai mắt của Necros và đạo quân vừa mới được giải thoát của mình, Drake nghiễm nhiên trở thành Chúa tể Archon của thành Citadel và nhà lãnh đạo mới của thập tự quân.
Cốt truyện của game trong phiên bản Windows có nhiều điểm khác nhau. Trước khi đặt chân đến Citadel, Drake buộc phải đi qua một ngôi làng nhỏ gọi là Cador-Sûl mà trong phiên bản PlayStation lại không có. Ngoài ra, Hoàng tử Dain phải được giải cứu khỏi đám phiến quân Ironpicks ngay trước khi Drake có thể tiếp kiến, và không có sự hiện diện của nhân vật Tor. Hai địa điểm giống như hang động, là khu hầm mộ Catacombs và chỗ rơi chiếc Starship chỉ có trong phiên bản Windows. Ursan đóng một vai trò lớn hơn, Celestia không chạy trốn khỏi Citadel và trận chiến cuối cùng diễn ra ngay trên chiếc chiến hạm bay của Necros, không có đề cập đến cánh Cổng Kreegan.

## Lối chơi
Trong cả hai phiên bản Windows và PlayStation, Drake bắt đầu cuộc hành trình không có vũ khí trong tay, nhưng người chơi sẽ nhanh chóng tìm thấy một loại vũ khí cận chiến và tấm khiên. Trò chơi hướng theo phong cách chiến đấu đặc trưng, dù có hệ thống túi đồ với một loạt trang bị dễ dàng tìm ra. Trong lúc bản Windows chỉ có hệ thống điểm kinh nghiệm đơn giản liên quan đến việc đánh bại kẻ thù để lên cấp, phiên bản PlayStation mở rộng thêm phần này, cho phép người chơi để cải thiện kỹ năng của họ với vũ khí cá nhân, phép thuật và đầu đạn qua trận chiến. Bản thân Drake cũng giành được điểm kinh nghiệm khi đánh bại kẻ thù. Với mỗi cấp độ kinh nghiệm mới, cột máu của nhân vật chính được phục hồi đầy đủ và gia tăng điểm chí mạng tối đa, mana và khả năng tấn công. Người chơi có thể lựa chọn ba cấp độ khó trong game. Lựa chọn sự xếp hạng độ khó tăng lên chủ yếu ảnh hưởng đến khả năng né tránh và tấn công của Drake.
Trong suốt quá trình chơi, người chơi có thể khám phá những quyển sách ma thuật giúp cho Drake niệm các loại phù phép mới (hay trong bản Windows, nâng cấp những loại phép thuật sẵn có). Trong bản PlayStation, ngay cả phép thuật cũng không tiêu tốn nhiều mana đến vậy; sau mỗi lần sử dụng, người chơi phải đợi loại phép đó được nạp lại trước khi sử dụng thêm lần nữa. Phiên bản Windows ngược lại nếu phù phép thì sẽ tiêu tốn một lượng mana nhất định. Phép thuật cũng có khoảng thời gian niệm chú ngắn, đó là lúc Drake dễ bị tấn công nhất. Trong khi địa điểm tương tự có mặt ở từng bản thì cả hai phiên bản của game lại có thiết kế màn chơi rất khác nhau. Một địa danh thông thường như là Citadel, một thành phố nổi được miêu tả như một tòa lâu đài thời trung cổ tiêu chuẩn trong phiên bản Windows, với mái vòm trần và những cấu trúc hình vỏ nổi bật trong sự biến đổi của PlayStation. Những khu vực tương tự khác bao gồm Duskwood, nơi cư ngụ của bộ lạc Dashers, Corantha, vương quốc dưới lòng đất của Dwarves, Stronghold, pháo đài của Legion of the Fallen, và Glaciers ở miền nam Ardon, chỗ sinh sống của những sinh vật nơi tuyết rơi với thái độ thù địch.
Phiên bản PlayStation còn có thêm kỹ năng "trao quyền" cho vũ khí và áo giáp bằng cách mua lấy nguyên tố-, nguyên thể- và aether- dựa trên bùa chú, hợp mỗi cái lại sẽ cho ra đời những thuộc tính khác nhau - tương ứng với Lửa (Fire), Đất (Earth), Nước (Water), Không khí (Air); Linh hồn (Spirit), Lý trí (Mind), Thể chất (Body); cùng Ánh sáng (Light) và Bóng tối (Dark). Mỗi nhân vật cá nhân trong game đều dựa trên một trong chín thuộc tính, và sử dụng các loại bùa chú riêng biệt cho phép người chơi đánh bại kẻ thù một cách dễ dàng hơn. Ngoài ra, phiên bản PlayStation có thêm một tính năng gọi là New Game Plus. Hoàn thành trò chơi ở bất kỳ độ khó nào sẽ mở thêm độ khó "đặc biệt", ban cho người chơi tất cả các loại vũ khí, phép thuật, bùa chú và các loại vật phẩm vô hạn ngay từ đầu.